# José Carrillo Menéndez
José Carrillo Menéndez (París, 2 de febrero de 1952) es un matemático y catedrático de universidad español. Es hijo del político comunista Santiago Carrillo (1915-2012) y de Carmen Menéndez Menéndez.

## Biografía
Tiene dos hermanos, Santiago y Jorge. Nació en Francia debido al exilio al que se vieron obligados sus padres tras la victoria franquista de 1939, y vivió en la clandestinidad en París durante la dictadura franquista, llegando al punto de que con el tiempo fueron los propios hijos los que descubrieron la condición de político comunista exiliado de su padre.
Estudió Matemáticas en la Universidad Pierre y Marie Curie y entró a trabajar en la Universidad Complutense de Madrid en 1976. Es catedrático de Matemática Aplicada desde 1986 y, entre noviembre de 1995 y junio de 2003, fue Decano de la Facultad de Ciencias Matemáticas de dicha universidad. Desde junio de 2003 hasta junio de 2007 fue Vicerrector de Ordenación Académica durante el mandato del rector Carlos Berzosa.

## Rector de la Universidad Complutense de Madrid
Fue rector de la Universidad Complutense de Madrid entre 2011 y 2015.
Fue uno de los seis candidatos a rector de la UCM en las elecciones de 2011. La primera vuelta de estas elecciones, celebrada el 6 de abril de 2011, le dio la victoria (27,10% de los votos), por un escaso margen sobre José Iturmendi, exdecano de la Facultad de Derecho (27,05%), de carácter conservador. La segunda vuelta se celebró el 13 de abril, con el resultado final de un 58,74% de los votos para Carrillo y un 41,26% para Iturmendi. José Carrillo tomó posesión de su cargo el 3 de junio.
En las elecciones de 2015 se presentó a la reelección. En la primera vuelta, celebrada el 5 de mayo de 2015, quedaron descartados el catedrático de Derecho Internacional Público y Relaciones Internacionales en Ciencias de la Información, Rafael Calduch; el catedrático de Filología Inglesa Dámaso López, y Federico Morán, catedrático de Bioquímica y Biología Molecular y exsecretario general de Universidades del Gobierno central, pasando José Carrillo a la segunda vuelta junto con el catedrático de Álgebra Carlos Andradas. En la segunda vuelta resultó elegido Carlos Andradas.
| Predecesor: Carlos Berzosa | Rector de la Universidad Complutense de Madrid 2011-2015 | Sucesor: Carlos Andradas |